# 조호지촌
조호지촌(浄法寺村)은 후쿠이현 요시다군에 있던 촌이다. 현재의 에이헤이지정에 해당한다.

## 역사
- 1889년 4월 1일 - 정촌제 시행에 의해 9개 촌의 구역을 가지고 성립하였다.
- 1954년 3월 31일 - 시히다니촌, 조호지촌과 합병해 시히촌이 성립하여, 동일 시모시히촌은 폐지되었다.

## 교통

### 철도
- 게이후쿠 전기 철도
  - 게이후쿠 전기철도 에이헤이지선

## 참고문헌
- 角川日本地名大辞典 18 福井県